# Tanjay
Tanjay (en cebuà Dakbayan sa Tanjay, en filipí Lungsod ng Tanjay i en anglès Tanjay City) és una ciutat filipina de 4a classe, pertanyent a la província de Negros Oriental, a les Visayas Centrals. Tanjay ostenta el títol de ciutat des de l'any 2001, en virtut de l'Acta de la República Núm. 9026. És coneguda amb el sobrenom de "la ciutat dels festivals", ja que se celebren nombroses festivitats al llarg de l'any, com a atracció dins d'un pla per incentivar el turisme.
Segons el cens de 2007 té una població de 78.539 habitants repartides en 16.508 llars, la qual cosa representa una mitjana de 4,76 persones per llar. La superfície del terme municipal és de 276,05 km², un 70% de la qual està destinada a l'agricultura.
La ciutat de Tanjay forma part del 2n Districte Congressual de la província de Negros Oriental i es troba a 30 km al nord de Dumaguete, la capital provincial. Limita al nord amb la ciutat de Bais, al sud amb Amlan, a l'est amb l'estret de Tañon i a l'oest amb Pamplona.

## Divisió administrativa
La ciutat de Tanjay està dividida en 24 barangays. El nucli de Tanjay agrupa 9 barangays, amb una població de 18.090 habitants (23% del total). Els nuclis de població que superen els 5.000 habitants són Santo Niño, Novallas, Santa Cruz Viejo i Pal-ew.

### Barangays
| - Azagra - Bahi-an - Luca - Manipis - Novallas - Obogon - Pal-ew - Poblacion I (Barangay 1) | - Poblacion II (Barangay 2) - Poblacion III (Barangay 3) - Poblacion IV (Barangay 4) - Poblacion V (Barangay 5) - Poblacion VI (Barangay 6) - Poblacion VII (Barangay 7) - Poblacion VIII (Barangay 8) - Poblacion IX (Barangay 9) | - Polo - San Isidro - San Jose - San Miguel - Santa Cruz Nuevo - Santa Cruz Viejo - Santo Niño - Tugas |